# Catástrofe del lago Nyos
El 21 de agosto de 1986, una erupción límnica en el Lago Nyos en el noroeste de Camerún mató a 1746 personas y 3500 animales de granja.
La erupción provocó la liberación repentina de aproximadamente 100.000–300.000 toneladas (1.6 millones de toneladas, según algunas fuentes) de dióxido de carbono (CO2). La nube de gas se elevó inicialmente a casi 100 kilómetros por hora (62 mph; 28 m/s) y luego, siendo más pesada que el aire, descendió sobre los pueblos cercanos, retirando todo el aire y asfixiando a las personas y al ganado dentro de 25 kilómetros (16 mi) del lago.
Se ha instalado pues un sistema de desgasificación en el lago, con el objetivo de reducir la concentración de CO2 en el agua y por lo tanto el riesgo de nuevas erupciones.

## Erupción y liberación de gas
No se conoce la causa de la catastrófica liberación de gas. La mayoría de los geólogos sospechan un derrumbe, pero algunos creen que una pequeña erupción volcánica puede haber ocurrido en el lecho del lago.  Una tercera posibilidad es que la lluvia fría cayendo sobre un lado del lago haya provocado el derrumbe. Otros todavía creen que hubo un pequeño terremoto pero como los testigos no informaron haber sentido ningún temblor en la mañana del desastre, esta hipótesis es poco probable. El acontecimiento derivó en la rápida mezcla del agua profunda sobresaturada con las capas superiores del lago en donde la presión reducida permitió que el CO2 almacenado efervesciera fuera de la solución.
Se cree que aproximadamente 1.2 kilómetros cúbicos (4.2×1010 cu ft) de gas fue liberado. Las aguas normalmente azules del lago cambiaron a un rojo profundo después de la liberación de gas, debido a que el agua del fondo rica en hierro subió a la superficie siendo oxidada por el aire. El nivel del lago descendió cerca de un metro y los árboles cercanos al lago fueron derribados.
Los científicos concluyeron a partir de la evidencia que una columna de agua y espuma de 100 m (109,4 yd) se formó en la superficie del lago, generando una ola de al menos 25 metros que barrió la orilla de un lado.
Como el dióxido de carbono tiene una densidad 1.5 veces mayor a la del aire, la nube se aferró a la tierra y descendió por los valles donde había varios pueblos. La masa tenía 50 metros de gruesa y descendió a 20–50 kilómetros por hora (12–31 mph; 5,6–13,9 m/s). Por aproximadamente 23 kilómetros (14 mi) la nube de gas estuvo lo suficientemente concentrada para asfixiar a muchas personas mientras dormían en los pueblos de Nyos, Kam, Cha, y Subum. Aproximadamente 4,000 habitantes huyeron del área, y muchos de estos desarrollaron problemas respiratorios, lesiones, y parálisis a raíz de la nube de gas.
Es una posibilidad que otros gases volcánicos fueron liberados junto con el CO2 ya que algunos supervivientes informaron un olor a pólvora o a huevos podridos que indica que dióxido de azufre y ácido sulfhídrico estaban presentes en concentraciones por encima de sus umbrales de olor. De todos modos, el CO2 fue el único gas detectado en las muestras del agua del lago, sugiriendo esto que fue el gas predominante liberado y como tal la principal causa del incidente.

## Efectos en los supervivientes
Los periodistas en el área describieron la escena de esta forma "parecen las consecuencias de una bomba de neutrones." Un superviviente, Joseph Nkwain de Subum, describe cómo estaba cuando se despertó después de la irrupción del gas.
"No podía hablar. Me estaba poniendo inconsciente. No podía abrir mi boca porque entonces olía algo terrible... Oí a mi hija roncar de una manera horrible, muy anormal ... Cuando crucé a la cama de mi hija ... Colapsé y caí. Estuve allí hasta las nueve en punto por la mañana (del viernes, el día siguiente) ... Hasta que un amigo mío vino y golpeó mi puerta ... Estaba sorprendido de ver que mis pantalones estaban rojos, y tenían algunas manchas como de miel. Vi algún ... desastre de almidón en mi cuerpo. Mis brazos tenían algunas heridas ... No sé realmente cómo estas heridas llegaron ahí ... Abrí la puerta ... Quería hablar, mi respiración no salía ... Mi hija ya estaba muerta ... Fui a la cama de mi hija, creyendo que todavía dormía. Me dormí hasta las 4:30 de la tarde ... del viernes (el mismo día). (Entonces)  Me las arreglé para ir a las casas de mis vecinos'. Estaban todos muertos ... Decidí irme... (porque) la mayoría de mi familia estaba en Wum ... Tomé mi motocicleta  ... Un amigo cuyo padre había muerto se fue conmigo (para) Wum ... Mientras andaba ... a lo largo de Nyos no vi rastro de ningún ser vivo ... (cuando llegué a Wum), era incapaz de caminar, incluso de hablar ... mi cuerpo estaba completamente débil."
Siguiendo la erupción, muchos supervivientes fueron tratados en el hospital principal en Yaundé, la capital del país. Se creía que muchas de las víctimas habían sido envenenadas por una mezcla de gases que incluía azufre e hidrógeno. El envenenamiento por estos gases provocaría ardor en los ojos y nariz, tos y señales de asfixia similar a un estrangulamiento.
Entrevistas con supervivientes y estudios patológicos indicaron que las víctimas rápidamente perdieron la consciencia y que la muerte fue causada por asfixia de CO2. En niveles no letales, el CO2 puede producir alucinaciones sensoriales, tal que muchas personas expuestas al CO2 informaron el olor de compuestos sulfúricos cuándo no estaban presentes. Las lesiones en la piel encontradas en los supervivientes representan escaras, y en pocos casos exposición a una fuente de calor, pero no hay ninguna evidencia de quemaduras químicas o de quemaduras por destello debido a la exposición a gases calientes.

## Consecuencias

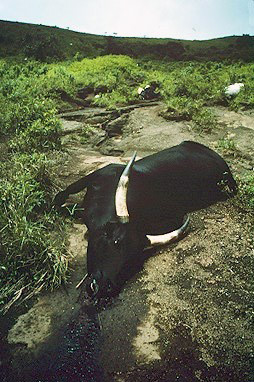
Vaca asfixiada por el CO2 del lago Nyos.

La escala del desastre llevó a que se estudiara cómo podría prevenirse que se repitiera. Varios investigadores propusieron la instalación de columnas de desgasificación a partir de balsas en medio del lago. El principio es ventilar lentamente el CO2 haciendo subir el agua muy saturada del fondo del lago a través de un tubo usando inicialmente una bomba, pero solo hasta que la liberación de gas dentro de la tubería levante naturalmente la columna de agua efervescente, lo que hace que el proceso sea autosuficiente.
Empezando desde 1995, estudios de factibilidad fueron llevados a cabo exitosamente, y el primer tubo permanente de desgasificación fue instalado en el Lago Nyos en el año 2001. Dos tubos adicionales fueron instalados en el 2011. En el 2019 se determinó que la desgasificación había alcanzado un estado esencialmente estable y que solo uno de los tubos instalados sería capaz de autosostener el proceso de desgasificación en el futuro, manteniendo indefinidamente el CO2 en un nivel seguro, sin alguna necesidad de energía exterior.
Siguiendo al desastre del Lago Nyos, los científicos investigaron otros lagos africanos para ver si un fenómeno similar podría suceder en otro lugar. El Lago Kivu en la República Democrática del Congo, 2,000 veces más grande que el Lago Nyos, también se encontró sobresaturado, y geólogos encontraron evidencia de que eventos de libreación de gas alrededor del lago sucedieron cada mil años. [cita requerida]

## Enlaces
- Vista de Tierra del Google del área alrededor Lago Nyos (6°29′00″N 10°24′00″E / 6.483333, 10.4)

- Esta obra contiene una traducción total derivada de «Lake Nyos disaster» de Wikipedia en inglés, concretamente de esta versión, publicada por sus editores bajo la Licencia de documentación libre de GNU y la Licencia Creative Commons Atribución-CompartirIgual 4.0 Internacional.